# بادي ريان
بادي ريان (بالإنجليزية: Buddy Ryan)‏ (و. 1934 – 2016 م) هو لاعب كرة قدم أمريكية من الولايات المتحدة الأمريكية . ولد في فريدريك، توفي في شيلبيفيل .